# Cascada Duruitoarea
Cascada Duruitoarea, este un monument al naturii cu regim de arie protejată de interes național situată în Masivul Ceahlău. Aceasta corespunde categoriei a III-a IUCN (rezervație naturală de tip peisagistic) și este situată în județul Neamț pe teritoriul administrativ al comunei Ceahlău. Denumirea cascadei vine de la zgomotul puternic și continuu pe care îl face atunci când are apă multă.

## Elemente de geomorfologie
Rezervația are o suprafață de 1 ha, fiind situată la 1.250 m altitudine și este formată pe valea Pârâului Rupturii, între abrupturile coborâte dinspre Piatra Ciobanului (est) și Piciorul Șchiop (vest). 
Căderea de apă măsoară aproape 25 m și este despărțită de un prag în două părți distincte:
- Pragul superior are aproximativ 20 m. La bază apele au săpat prin eroziune marmite.
- Pragul inferior are aproximativ 5 m, răsfirând apa în evantai peste stâncă.

Dezagregarea conglomeratelor și gresiilor datorată fenomenelor de gelivație (îngheț-dezgheț) și avalanșelor a dus la detașarea din pereții verticali a unor coloane, turnuri și la adâncirea jgheaburilor precum și la formarea de săritori și cascade. 
Alimentarea cu apă a pârâului se face în principal din izvorul Fîntîna Rece situat spre platoul alpin, care este singurul care alimentează cascada permanent. Debitul actual al acestuia a fost redus din momentul în care a fost construită captarea pentru cabana Dochia. Mai sunt și alte izvoare, dar acestea au perioade când seacă.

## Facilități turistice

### Posibilități de acces
Accesul la Cascada Duruitoarea se face prin trei trasee turistice marcate, pe care se poate ajunge la obiectiv plecând din Stațiunea Durău, în aproximativ 2 ore:
- Cruce roșie Durău - Poiana Viezuri (45'-1h) - cascada Duruitoarea (1h30' - 2h) - grad mediu de dificultate
- Triunghi galben Cabana Fântânele- Poiana Viezuri (45'-1h) - cascada Duruitoarea (2h) - grad mic de dificultate
- Cruce albastră Durău - Pârâul Rupturilor(1h - 1h15') - Cascada Duruitoarea (2h) - grad mediu de dificultate

De la cascadă, pe traseul comun Cruce Roșie + Cruce albastră se poate ajunge la Cabana Dochia în 2 1/2 - 3 ore (traseu cu grad mare de dificultate interzis iarna).

### Amenajări
Există un loc de popas cu mese și bănci amenajat la mică distanță de cascadă, în aria vizuală a acesteia.
În trecut exista o scară de lemn care oferea acces la pragul intermediar.
Cabana Fântânele se află aproximativ la aceeași înălțime (1220 m) la distanță de 2 h de mers, Stațiunea Durău tot la 2h distanță la o diferență de nivel de 470 m și Cabana Dochia (1770 m) la 2 1/2 - 3 h.
Apă potabilă: Izvor (neamenajat) în Poiana Viezuri și apa cascadei.

### Obiective turistice de vecinătate
- Stațiunea Durău;
- Mănăstirea Durău - Pictură în ceară executată de studenți și absolvenți ai Academiei de Arte Frumoase din Iași - printre ei Corneliu Baba - călăuziți de Nicolae Tonitza[6];
- Piatra Lăcrămată - accesibilă pe traseul spre cabana Dochia;
- Polița cu Ariniș - accesibilă pe traseul spre cabana Dochia;
- Platoul Munților Ceahlău.

### Taxe de acces
Accesul se face prin plata unei taxe de rezervație la punctele amenajate din Durău sau Izvorul Muntelui. Există facilități pentru studenți, pensionari și copii.